# Gregory Wiseman
Gregory Reid Wiseman (Baltimora, 11 novembre 1975) è un astronauta statunitense.
È stato ingegnere di volo nell'Expedition 40/41 della ISS tra maggio e novembre del 2014. Da dicembre 2020 a febbraio 2023 è stato Capo dell'Ufficio Astronauti della NASA. Nell'aprile 2023 è stato assegnato come comandante della missione lunare Artemis 2.

## Vita privata
Wiseman è sposato con Carroll Wiseman (Taylor) e hanno due figli. Nel tempo libero gli piace giocare a golf, correre, nuotare e lavorare il legno. Aveva partecipato alla selezione degli astronauti NASA del Gruppo 19 (2004) ma non superò la fase semifinale.

## Studi e carriera militare
Wiseman conseguì una laurea in Ingegneria dei sistemi e computer al Rensselaer Polytechnic Institute, Troy, New York nel 1997. A seguito della laurea, frequentò il Reserve Officers' Training Corps (ROTC) e prese servizio a Pensacola, in Florida, per iniziare l'addestramento di volo. Dopo due anni divenne un Aviatore navale assegnato al Fighter Squadron 101, alla base Naval Air Station Oceana, Virginia, per la transizione all'aereo F-14 Tomcat. Completato l'addestramento iniziale Wiseman venne assegnato al Fighter Squadron 31 e dispiegato per due volte nel Medio Oriente, a supporto delle operazioni militari Southern Watch, Enduring Freedom e Iraqi Freedom. Durante il suo dispiegamento nel 2003 venne selezionato per frequentare la U.S. Naval Test Pilot School, Classe 125. Nel 2004, a seguito del diploma, lavorò come Pilota collaudatore e Ufficiale di progetto al Air Test and Evaluation Squadron Two Three (VX-23) della Air Station Patuxent River, Maryland. Contemporaneamente conseguì un master in ingegneria dei sistemi all'Università Johns Hopkins e partecipò a vari programmi di collaudo con gli aerei F-35, F-18 e T-45 Goshawk. Venne dispiegato un'ultima volta nell'America meridionale a bordo del Carrier Air Wing Seventeen (CVW-17) come Strike Operations Officer. Nel 2008 frequentò il corso Certificate of Space Systems alla US Naval Postgraduate School di Monterey, California mentre nel 2009 venne assegnato al Strike Fighter Squadron 103 volando con l'aereo F/A-18F. Nel 2016 Wiseman possedeva il grado di Comandante della Marina militare statunitense e il suo callsign era "Tonto".

### Carriera alla NASA
Wiseman venne selezionato il 29 giugno 2009 come candidato astronauta del gruppo 20 NASA e completò l'addestramento di base a maggio del 2011. Durante l'addestramento acquisì, tra le altre cose, conoscenze nei sistemi e nelle procedure della Stazione spaziale internazionale (ISS), nelle attività extraveicolari (EVA), nelle operazioni robotiche con il Canadarm2, nel volo a bordo del T-38, nella lingua russa e negli addestramenti di sopravvivenza svolti nelle zone boschive e nell'acqua. Tra il 21 luglio e il 5 agosto 2016 fece parte della missione NEEMO 21 come comandante a bordo del Laboratorio sottomarino Aquarius a Key Largo, Florida. Da giugno 2017 ricopre il ruolo di Vice Capo dell'Ufficio Astronauti della NASA sotto il comando del Patrick Forrester.

### Expedition 40/41
La sua prima missione spaziale iniziò il 29 maggio 2014 quando venne lanciato dal Cosmodromo di Bayqoñyr a bordo della Sojuz TMA-13M insieme al comandante Maksim Suraev e l'ingegnere di volo-1 Alexander Gerst per l'Expedition 40/41. Dopo sei ore di viaggio, la Sojuz TMA-13M attraccò alla ISS riunendosi ai restanti membri dell'equipaggio dell'Expedition 40. Nei 165 giorni di missione Wiseman compì centinaia di esperimenti scientifici in numerosi campi, svolgendo manutenzione della ISS ed effettuando due EVA con Alexander Gerst e Butch Wilmore, rispettivamente il 7 e 15 ottobre 2014. Wiseman atterrò il 9 novembre 2014 alle 3:58 UTC a circa 90 km dalla città di Arkalyk in Kazakistan.

### Artemis 2
Il 3 aprile 2023 Wiseman venne selezionato come comandante della missione Artemis 2 con partenza prevista a aprile 2026, che effettuerà un fly-by lunare, diventando la prima missione con equipaggio dell'SLS e della capsula Orion.